# Túc Duyên
Túc Duyên là một phường thuộc thành phố Thái Nguyên, tỉnh Thái Nguyên, Việt Nam.

## Địa lý
Phường Túc Duyên nằm ở phía đông thành phố Thái Nguyên, có vị trí địa lý:
- Phía đông giáp xã Huống Thượng và xã Linh Sơn với ranh giới là sông Cầu
- Phía tây giáp phường Phan Đình Phùng và phường Trưng Vương
- Phía nam giáp phường Gia Sàng
- Phía bắc giáp phường Đồng Bẩm với ranh giới là sông Cầu.

Phường Túc Duyên có diện tích 2,85 km², dân số năm 1999 là 6.573 người, mật độ dân số đạt 2.306 người/km².

## Lịch sử
Phường Túc Duyên hiện nay trước đây vốn là xã Túc Duyên thuộc huyện Đồng Hỷ.
Ngày 19 tháng 10 năm 1962, Chính phủ ban hành Quyết định số 114-CP. Theo đó, xã Túc Duyên được sáp nhập vào thành phố Thái Nguyên.
Ngày 13 tháng 2 năm 1987, Hội đồng Bộ trưởng ban hành Quyết định số 25-HĐBT chuyển xã Túc Duyên thành phường Túc Duyên thuộc thành phố Thái Nguyên.
Đến năm 2019, phường Túc Duyên được chia thành 24 tổ dân phố, đánh số từ 1 tới 24.
Ngày 11 tháng 12 năm 2019, sáp nhập tổ dân phố 2 vào tổ dân phố 1, đổi tên tổ dân phố 3 thành tổ dân phố 2, sáp nhập tổ dân phố 4 và một phần tổ dân phố 6 thành tổ dân phố 3, sáp nhập tổ dân phố 5 và phần còn lại của tổ dân phố 6 thành tổ dân phố 4, sáp nhập hai tổ dân phố 7 và 8 thành tổ dân phố 5, sáp nhập hai tổ dân phố 9 và 10 thành tổ dân phố 6, đổi tên tổ dân phố 11 thành tổ dân phố 7, đổi tên tổ dân phố 13 thành tổ dân phố 8, sáp nhập hai tổ dân phố 12 và 14 thành tổ dân phố 9, sáp nhập hai tổ dân phố 15 và 16 thành tổ dân phố 10, sáp nhập hai tổ dân phố 17 và 24 thành tổ dân phố 11, đổi tên tổ dân phố 18 thành tổ dân phố 12, sáp nhập hai tổ dân phố 19 và 20 thành tổ dân phố 13, sáp nhập ba tổ dân phố 21, 22, 23 thành tổ dân phố 14.

## Hành chính
Phường Túc Duyên được chia thành 14 tổ dân phố: 1, 2, 3, 4, 5, 6, 7, 8, 9, 10, 11, 12, 13, 14.

## Kinh tế - xã hội

### Thương mại
Trên địa bàn phường có chợ Túc Duyên là chợ đầu mối nông sản của toàn thành phố.

### Văn hóa
Phường Túc Duyên là địa phương có tỷ lệ dân số theo đạo Thiên Chúa khá cao của thành phố Thái Nguyên, có 2 giáo họ là giáo họ Oánh và giáo họ Tam Giang. Tại đây có nhà thờ giáo họ Oánh là một nhà thờ lớn tại thành phố Thái Nguyên.
Phật giáo tại phường Túc Duyên cũng phát triển mạnh với chùa Đồng Mỗ là một trong những chùa phật giáo đầu tiên tại Thái Nguyên.

### Giáo dục
Trên địa bàn phường Túc Duyên có các trường học với các cấp độ khác nhau, gồm: Trường mầm non Túc Duyên, Trường Mầm non Sao Mai Montessori Túc Duyên, Trường mầm non Hoa Trạng Nguyên, Trường Tiểu học Túc Duyên, Trường Trung học cơ sở Túc Duyên, Trường THPT Chuyên Thái Nguyên.